# Mechanikai Mérőműszerek Gyára
A Mechanikai Mérőműszerek Gyárának első jogelődje a Marx és Mérei Tudományos Műszerek Gyára, mely 1900-ban alakult a Budapest XIII. kerület, Bulcsú utca 7. szám alatt.

## Létrejötte
A Minisztertanács 1949. augusztus 1-jei határozatával megalakult a Mechanikai Mérőműszerek Gyára.
Fő profilját a csőrugós manométerek, járműműszerek, ipari hőmérők, mennyiségmérők alkották. A vállalat örökölte az államosítás során beolvasztott vállalatok (Marx és Marx, Zoltán Hugó és Társa, Pártos és Társa stb.) termékösszetételét. 1950 nyaráig az MMG telephelyén, a Bulcsú utcában működött az államosított Králik és Társa cég is, mely később Anyagvizsgáló Készülékek Gyára néven önállósult.
Az MMG gyártási palettája kiterjesztésének határt szabott a területi terjeszkedés szűkös lehetősége. Megvásárolták ugyan a Bulcsú utca 5. és 9. szám alatti telkeket, azonban ez csupán rövid ideig tartó bővítést tett lehetővé. A végleges megoldást csak az 1954-ben végrehajtott áttelepítés hozta meg a Budapest III. kerület, Szépvölgyi út 41. szám alá, a leégett Holzspach-féle téglagyár helyére. Ezt megelőzően az örökölt gyártmányokat tipizálták, átszerkesztették. Ez meglehetősen nagy feladatot jelentett, amit sikeresen megoldottak. Az MMG gyártási profilja azonban túl széles volt a vállalat méreteihez képest. Tovább nehezítette a helyzetet, hogy a vállalaton belül 1951. július 1-jével megalakult D gyáregységet az Országos Tervhivatal kezdeményezésére a repülőműszergyártásra profilírozták. Az új gyáregység 1952-ig a szovjet gyártási dokumentációk hazai adaptálását végezte. A tényleges gyártás 1953 elején indult be. Kezdetben a D egység alkatrészellátását a vállalat egyéb műhelyeinek alkatrészgyártása fedezte.
A repülőműszergyártási profil és a gyártás várható felfutása, valamint az egyéb gyártandó mechanikai mérőműszerek termelése szükségessé tette a gyáregységek szétválását. Az előírt jogszabályok szerint 1953. április 1-jével megalakult a Közlekedési Mérőműszerek Gyára (KMGy)

## Fejlődése
A vállalat Szépvölgyi útra költözésével egyidőben a Bulcsú utcában létrehozták a külső szereléseket végző részleget. Ez képezte később a főleg automatizálási berendezéseket komplettírozó és szerelő rendszertechnikai gyáregység alapjait. A vállalat 1955-ben feladatul kapta az automatizáláshoz szükséges pneumatikai elemek kifejlesztését és gyártását. Az új profil tevékenységéhez segítségül 1955-ben a gyárhoz csatolták az akkor felszámolt Irodagép Kísérleti Vállalat (Budapest XIII. kerület, Béke út 43. szám alatti) telephelyét 100 fős létszámával, irodáival, laboratóriumával és gyártóberendezéseivel. A pneumatikus analóg automatika elemek gyors ütemű fejlesztésével a Béke úton elkészültek a prototípusok, és ezek gyártása két év múlva megindult a Szépvölgyi úton. 1958-ban a Béke úti fejlesztő részleg a központba települt át. 1958-ban már az MMG szállította az automatikaelemeket a Láng Gépgyárnak, a VILATI-nak, és exportra is gyártott. 1958-ban az MMG-hez csatoltak egy budapesti könnyűfém- és precíziós öntödét. 1960-ban szintén az MMG-hez csatolták a Tűzvédelmi Berendezések Gyárát, majd 1962-ben a Medicor Légvédelmi Részlegét, mellyel az MMG újabb profilra tett szert. 1964-ben ugyancsak az MMG-hez került az 1950-ben alakult Hegesztőkészülékek Gyára, és vele annak gyártási profilja. Ezek a profilszélesítések, emellett az automatizálási program, továbbá az igények növekedése nagymértékben indokolta a kapacitás sürgős bővítését. A vidéki ipartelepítés jegyében 1963 és 1967 között Szekszárdon megépült az új MMG Szekszárdi Műszergyár. Az új gyár folyamatosan vette át a tömegtermelést a budapesti központi gyártól.    
Az automatizálási igények ugrásszerű növekedése miatt szükségessé vált a Szépvölgyi úti központi gyár bővítése is, amely 1965-re fejeződött be. 1973-ban felépítették a Vezérléstechnikai Gyárat Kecskeméten, 1979-ben pedig a  Tiszaalpári Gyáregységet. 1975-ben az MMG bekebelezte a Méréstechnikai Központi Kutató Laboratóriumot, és felvette az MMG Automatika Művek nevet.

## Gyáregységei
- MMG Automatika Művek Vezérigazgatóság, Budapest III. kerület, Szépvölgyi út 41.
- MMG Automatika Művek Irányítástechnikai Gyáregységei, Budapest III. kerület, Szépvölgyi út 41.
- MMG Automatika Művek Automatika Berendezések Gyára, Budapest IX. kerület, Illatos út 7.
- MMG Automatika Művek Kutató- és Fejlesztő Intézete, Budapest XIII. kerület, Rokolya utca 1-13.[2]
- MMG Automatika Művek Műszergyára, Szekszárd, Rózsamáj dűlő.
- MMG Automatika Művek Gázautomatikai Gyáregysége, Bicske, Budai utca 2.
- MMG Automatika Művek Vezérléstechnikai Gyáregysége, Kecskemét, Izsáki út 8.

## A termékválaszték alakulása
Létrehozták a Fővállalkozási Irodát, mely a tervezéstől a kulcsátadásig kíséri végig a gyártmányt. A „Barátság” és egyéb kőolajvezetékekhez szivattyúállomásokat, nagy pontosságú szintmérőket szállítanak. Komplex távmérő és távirányító központot hoznak létre az Óbudai Gázgyárban, ahonnan egész Budapest gázellátását, elosztását, nyomását központilag irányítják. Újabb beruházással megkezdik a Fiat–VAZ „Zsiguli” programhoz évi 450 000 db műszerfal szállítását, valamint a belga Contigea cég licence alapján termoelektromos biztonsági gázcsapok gyártását.

### A fő, meghatározó profilok
- Automatizálási rendszerek
- Villamos távadók, folyadékszintmérők
- Házgyári lakások szelepei és szabályzói
- Mikroszámítógépes folyamatszabályozó rendszerek

## A rendszerváltás után

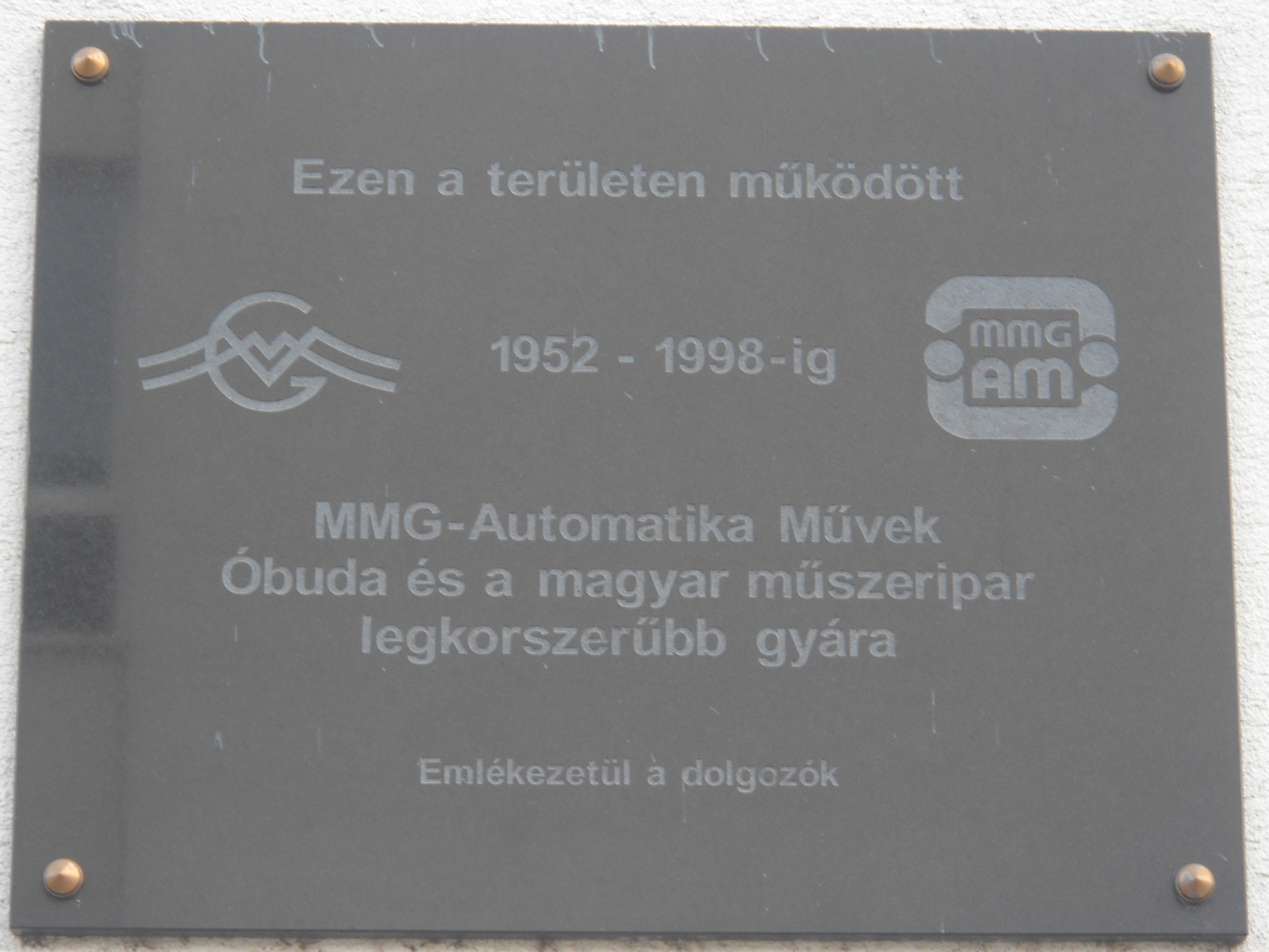
Az MMG emléktáblája

A cég ebben az időben csődhelyzetbe jutott. Egyes részlegeit szanálták, mások kft.-kké alakultak. A gyári dolgozók MRP szervezete 1994-ben megvásárolta a cég 50,1%-át, és néhány évig még működtette. 1997-ben a Bankár-csoport felvásárolta a cég részvényeit. 1998-ban bezárták a budapesti Szépvölgyi úti gyáregységet is és a cég többi ingatlanjával együtt értékesítették. A helyén azóta felépült a Szépvölgyi Irodapark.